# Sutton United
Der Sutton United Football Club ist ein englischer Fußballverein aus dem im Süden Londons gelegenen Borough of Sutton. Der Klub spielte zwischen 2021 und 2024 erstmals in der EFL League Two, Austragungsort der Heimspiele ist die Gander Green Lane.

## Geschichte
Der Klub geht auf die Vereine Sutton Guild Rovers FC und Sutton Association FC zurück, die am 5. März 1898 fusionierten. Ab 1921 trat die Mannschaft in der Amateurmeisterschaft Athenian League an, die der Klub dreimal gewann. Angeführt durch Charlie Vaughan, später B-Nationalspieler Englands, erlebte der Klub während des Zweiten Weltkriegs, als der Spielbetrieb kriegsbedingt umorganisiert wurde, einige Erfolge und erreichte in der ersten Nachspielsaison 1945/46 zudem erstmals die erste Runde des FA Cups.
Zu Beginn der 1960er Jahre hatte der Verein erneut eine erfolgreiche Phase, die im Jahr 1963 einerseits mit dem Einzug ins letztlich gegen den FC Wimbledon verlorene Endspiel um den FA Amateur Cup und andererseits in der Aufnahme in die Isthmian League kulminierte. Vier Jahre später gewann die Mannschaft dort den Meistertitel, zwei Jahre später gelang erneut der Einzug ins Endspiel um den FA Amateur Cup, das gegen den FC North Shields erneut verloren ging. In den 1970er Jahren ließ der Klub mit dem Erreichen der dritten Runde des FA Cups 1970 sowie Ende des Jahrzehnts unter Trainer Keith Blunt mit dem Gewinn des englisch-italienischen Pokals aufhorchen. Unter Blunts Nachfolger Barrie Williams gewann die Mannschaft 1981 die FA Trophy, 1980 und 1982 war der Klub noch jeweils Finalist des englisch-italienischen Pokals.
1985 gewann der Verein erneut die Meisterschaft der Isthmian League, eine Aufnahme in die Football Conference scheiterte zunächst an Fragen zum Stadion. Nach erfolgreicher Titelverteidigung wurde der Klub letztlich doch aufgenommen. 1991 stieg die Mannschaft wieder ab, schaffte aber für die Spielzeit 1999/2000 die Rückkehr. Nach dem direkten Wiederabstieg etablierte sich der Klub im vorderen Tabellenbereich der Isthmian League. Bei Einführung der Conference South als eine der beiden neu eingeführten unterklassigen Staffeln der Football Conference durch die FA 2004 gehörte die Mannschaft daher zu den Gründungsmitgliedern. 2007 stieg der Klub erneut ab, vier Jahre später kehrte er in die Conference South zurück. 2016 wurde der Klub Meister der National League South und stieg damit erstmals in die höchste Spielklasse des Non-League footballs, die National League, auf. Im FA Cup 2016/17 schlug das Team den Viertligisten Cheltenham Town (2:1), den Drittligisten AFC Wimbledon (3:1) und den Zweitligisten Leeds United, bevor man im erstmals erreichten Achtelfinale am Erstligisten FC Arsenal (0:2) scheiterte. Die Spielzeit 2017/18 beendete man als Tabellendritter, in den anschließenden Aufstiegs-Play-offs zur Football League unterlag man im Halbfinale dem FC Boreham Wood mit 2:3. Der Verein begann die Spielzeit 2020/21 mit dem Ziel Klassenerhalt und hatte eines der kleinsten Budgets der Liga, im Gegensatz zu einigen Ligakonkurrenten bestand der Kader großteils aus Teilzeitprofis. Dennoch sicherte sich das Team am vorletzten Spieltag die Ligameisterschaft und den damit verbundenen Aufstieg in die EFL League Two.